# Vlasiy Sinyavskiy
Vlasiy Sinyavskiy (Narva, 27 de noviembre de 1996) es un futbolista estonio que juega de centrocampista en el Bohemians 1905 de la Liga de Fútbol de la República Checa.

## Selección nacional
Sinyavskiy es internacional con la selección de fútbol de Estonia, con la que debutó el 8 de junio de 2019 en un partido de clasificación para la Eurocopa 2020 frente a la selección de fútbol de Irlanda del Norte.

## Clubes
| Club                         | País            | Año       |
| ---------------------------- | --------------- | --------- |
| FC Velldoris                 | Estonia         | 2012      |
| FC Puuma                     | Estonia         | 2013-2015 |
| JK Narva Trans               | Estonia         | 2015      |
| JK Nõmme Kalju               | Estonia         | 2015-2018 |
| JK Viljandi Tulevik (cedido) | Estonia         | 2017      |
| FC Flora Tallin              | Estonia         | 2018-2021 |
| M. F. K. Karviná             | República Checa | 2021-2022 |
| 1. F. C. Slovácko            | República Checa | 2022-2025 |
| Bohemians 1905               | República Checa | 2025-     |

## Palmarés

### Títulos nacionales
| Título               | Club            | País    | Año  |
| -------------------- | --------------- | ------- | ---- |
| Meistriliiga         | FC Flora Tallin | Estonia | 2019 |
| Supercopa de Estonia | FC Flora Tallin | Estonia | 2020 |
| Copa de Estonia      | FC Flora Tallin | Estonia | 2020 |
| Meistriliiga         | FC Flora Tallin | Estonia | 2020 |